# Merodon femoratoides
Merodon femoratoides är en tvåvingeart som beskrevs av Paramonov 1925. Merodon femoratoides ingår i släktet narcissblomflugor, och familjen blomflugor. Inga underarter finns listade i Catalogue of Life.